# Louis Joubin
Louis Joubin, all'anagrafe Luigi Maria Adolphe Olivier Edward Joubin (Épinal, 27 febbraio 1861 – Parigi, 24 aprile 1935), è stato uno zoologo francese, professore presso il Museo nazionale di storia naturale di Francia.

Ha pubblicato opere su nemertea, chaetognatha, cefalopodi, e altri molluschi.

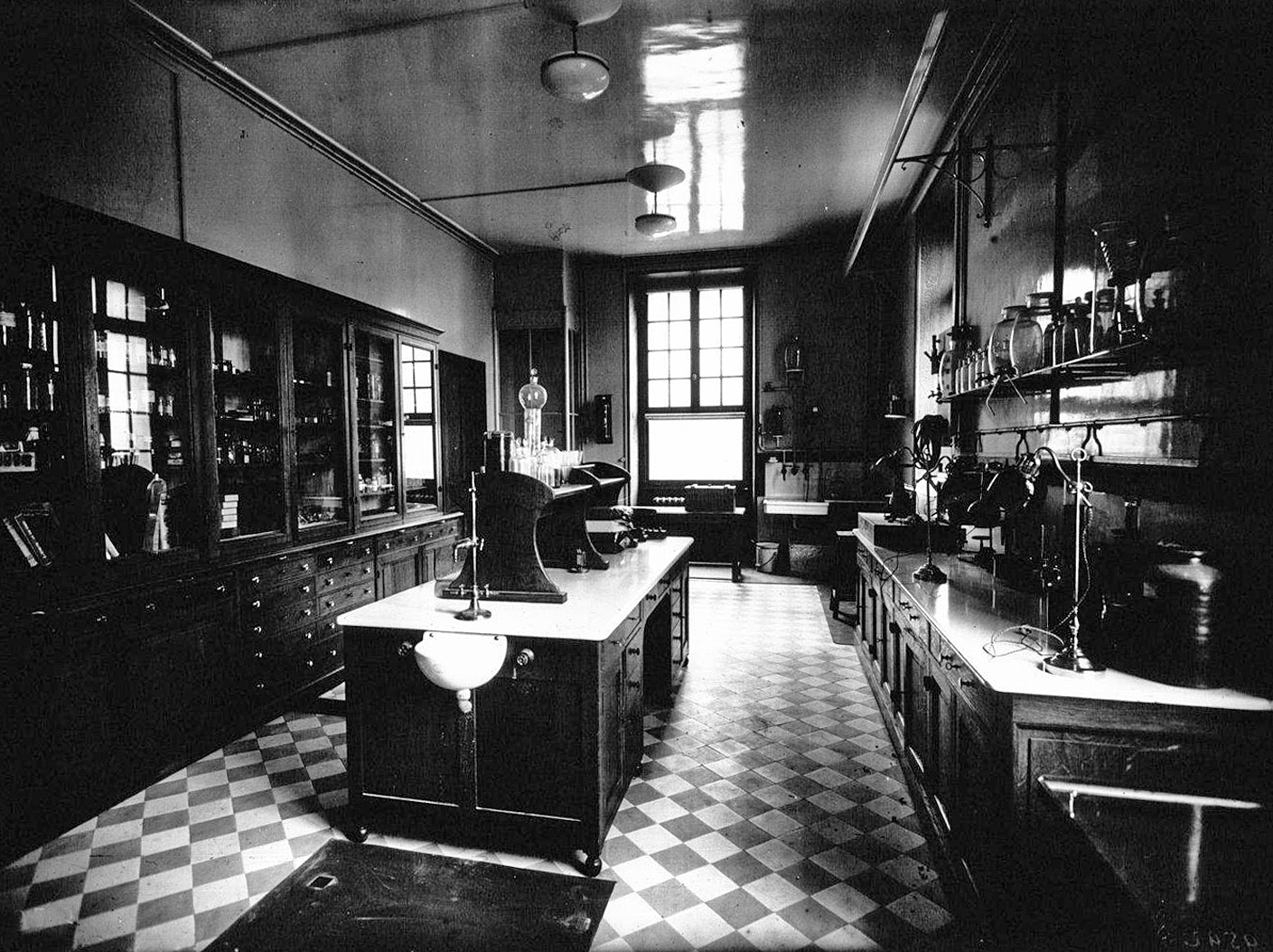
Il laboratorio di Joubin al Institut Océanographique (1911).

## Biografia
Servì come assistente di Henri de Lacaze-Duthiers, diventando successivamente direttore dei laboratori biologici a Banyuls-sur-Mer (1882) e Roscoff (1884). In seguito ottenne una cattedra all'Università di Rennes,, e nel 1903 successe a Edmond Perrier alla chaire des mollusques, des vers et des zoophytes presso il Museo nazionale di storia naturale di Francia (dal 1917 in poi chaire des mollusques). Nel 1906 venne scelto da Alberto I di Monaco come insegnante presso l'Institut Océanographique.
Nel 1905 fu nominato presidente della Société zoologique de France. Nel 1920 entrò all'Accademia francese delle scienze.
Il calamaro di Joubin (Joubiniteuthis portieri) è stato così chiamato in suo onore, così come la Scolymastra joubini, una spugna vitrea la cui durata di vita è presumibilmente 10.000 anni.

## Pubblicazioni
- Les Némertiens, 1894 - Nemertea.
- Contribution à l'étude des Céphalopodes de l'Atlantique Nord, 1895 - Contributi allo studio dei cefalopodi del Nord Atlantico.
- Expédition antarctique française (1903-1905) : commandée par le Dr. Jean Charcot. Science naturelles: documents scientifiques. - Spedizione Artica francese (1903-1905): comandata da Jean Baptiste Charcot, scienze naturali: documenti scientifici della spedizione.
- Deuxième expédition antarctique française (1908-1910) / Sciences naturelles: documents scientifiques. - Seconda spedizione artica francese (1908-1910) / Scienze naturali: documenti scientifici della spedizione.
- La vie dans les océans, 1912 - La vita negli oceani.
- Chétognathes provenant des campagnes des yachts Hirondelle et Princesse-Alice, 1885-1910 (con Louis Germain), 1916 - Chaetognatha dalle campagne degli yacht Hirondelle e la Principessa-Alice, 1885-1910.
- Le fond de la mer, 1920 - Il fondo del mare.
- Les métamorphoses des animaux marins, 1926 - Metamorfosi di animali marini.
- Éléments de biologie marine, 1928 - Elementi di biologia marina.
- Faune ichthyologique de l'Atlantique nord, 1929 - Fauna Ittiologica del Nord Atlantico.
- "Cefalopodi dalle spedizioni scientifiche del principe Alberto I di Monaco", pubblicato nel 1995 in inglese.[4][5]

| Joubin è l'abbreviazione standard utilizzata per le specie animali descritte da Louis Joubin. Categoria:Taxa classificati da Louis Joubin |